# Кастелано (Фермо)
Кастелано (итал. Castellano) насеље је у Италији у округу Фермо, региону Марке.
Према процени из 2011. у насељу је живело 873 становника. Насеље се налази на надморској висини од 120 м.